# Handebol nos Jogos Pan-Americanos de 2019
Os torneios de Handebol nos Jogos Pan-Americanos de 2019 em Lima, Peru, foram realizados de 24 de julho (dois dias antes da cerimônia de abertura a 5 de agosto. A sede da competição foi o Ginásio Centro de Esportes 1, localizado no cluster de Videna. O local também sediou o torneio de judô. Um total de oito equipes masculinas e oito equipes femininas (cada uma com até 14 atletas) competiram em cada torneio; Com isto, um total de 224 atletas competiram no campeonato. 
O vencedor de cada torneio, Brasil, no feminino, e Argentina, no masculino, classificou para os Jogos Olímpicos de Verão de 2020 em Tóquio, Japão.

## Calendário
| Julho / Agosto | 24 | 25 | 26 | 27 | 28 | 29 | 30 | 31 | 1 | 2 | 3 | 4 | 5 | 6 | 7 | 8 | 9 | 10 | 11 |
| -------------- | -- | -- | -- | -- | -- | -- | -- | -- | - | - | - | - | - | - | - | - | - | -- | -- |
| Handebol       |    |    |    |    |    |    | 1  |    |   |   |   |   | 1 |   |   |   |   |    |    |

|  | Dia de competição |  | Dia de final |

## Medalhistas
| Evento             | Ouro | Prata | Bronze |
| ------------------ | --- | --- | --- |
| Masculino detalhes | Diego Simonet Federico Gastón Fernández Federico Pizarro Gonzalo Carou Guillermo Fischer Ignacio Pizarro Leonel Carlos Maciel Lucas Moscariello Matías Schulz Nicolás Bonanno Pablo Simonet Pablo Vainstein Santiago Baronetto Sebastián Simonet ARG Argentina | Daniel Ayala Diego Reyes Elías Oyarzún Emil Feuchtmann Erwin Feuchtmann Esteban Salinas Felipe Barrientos Felipe García Javier Frelijj Marco Oneto Rodrigo Salinas Sebastián Ceballos Sebastián Pavéz Víctor Donoso CHI Chile    | Alexandro Pozzer César de Almeida Fábio Chiuffa Felipe Borges Haniel Langaro Henrique Teixeira João Pedro da Silva Leonardo Terçariol Oswaldo Guimarães Raul Nantes Rogerio Moraes Rudolph Hackbarth Thiago Ponciano Thiagus Petrus BRA Brasil |
| Feminino detalhes  | Bruna de Paula Tamires Araújo Ana Rodrigues Bárbara Arenhart Eduarda Amorim Elaine Gomes Larissa Araújo Adriana Cardoso Samara Vieira Jaqueline Anastácio Patrícia Matieli Deonise Fachinello Renata Arruda Mariana Costa BRA Brasil                           | Marisol Carratú Rosario Urban Malena Cavo Manuela Pizzo Rocío Campigli Camila Bonazzola Luciana Mendoza Victoria Crivelli Antonela Mena Macarena Sans Macarena Gandulfo Elke Karsten Micaela Casasola Nadia Bordon ARG Argentina | Arisleidy Márquez Eyatne Rizo Gleinys Reyes Indiana Cedeño Jennifer A. Toledo Liliamnis Rosabal Lisandra Lussón Lorena Aide Téllez Nahomi Jabique Niurkis Mora Rosa C. Armenteros Schakira Robert Yunisleidy Camejo Yurumy Céspedes CUB Cuba   |

## Classificação
Um total de oito equipes masculinas e oito equipes femininas se classificaram para competir nos jogos em cada torneio. O país-sede (Peru) recebeu classificação automática para ambos os torneios, junto com outras sete equipes em vários torneios de classificação. 

### Masculino
| Evento                                      | Datas                     | Local            | Vagas | Classificados                      |
| ------------------------------------------- | ------------------------- | ---------------- | ----- | ---------------------------------- |
| País-sede                                   | —                         | —                | 1     | PER Peru                           |
| Jogos Sul-Americanos de 2018                | 2–6 de junho              | Cochabamba       | 2     | BRA Brasil ARG Argentina           |
| Jogos Centro-Americanos e do Caribe de 2018 | 27 de julho – 1 de agosto | Barranquilla     | 3     | CUB Cuba PUR Porto Rico MEX México |
| Classificatória da Zona Norte               | 2–5 de setembro           | Auburn Montreal  | 1     | USA Estados Unidos                 |
| Repescagem                                  | Santiago do Chile         | 12 - 13 de abril | 1     | CHI Chile                          |
| Total                                       |                           |                  | 8     |                                    |

- Chile (3º colocado nos Jogos Sul-Americanos), República Dominicana e Colômbia (4º e 5º nos Jogos Centro-Americanos e do Caribe) e o Canadá (perdedor na Classificatória da Zona Norte) competiram na repescagem pela última vaga disponível.

### Feminino
| Evento                                                    | Datas             | Local            | Vagas | Classificados                                    |
| --------------------------------------------------------- | ----------------- | ---------------- | ----- | ------------------------------------------------ |
| País-sede                                                 | —                 | —                | 1     | PER Peru                                         |
| Jogos Sul-Americanos de 2018                              | 27–31 de maio     | Cochabamba       | 2     | BRA Brasil ARG Argentina                         |
| Jogos Centro-Americanos e do Caribe de 2018               | 20–25 de julho    | Barranquilha     | 3     | DOM República Dominicana PUR Porto Rico CUB Cuba |
| Classificatória da Zona Norte (Canadá vs. Estados Unidos) | 2–5 de setembro   | Auburn Montreal  | 1     | USA Estados Unidos                               |
| Repescagem                                                | Fevereiro de 2019 | Cidade do México | 1     | CAN Canadá                                       |
| Total                                                     |                   |                  | 8     |                                                  |

- Chile (3º colocado nos Jogos Sul-Americanos), México e Guatemala (4º e 5º nos Jogos Centro-Americanos e do Caribe) e o Canadá (perdedor da Zona Norte) competiram na repescagem pela última vaga disponível.

## Quadro de medalhas
| Ordem | País          | Medalha de ouro | Medalha de prata | Medalha de bronze |   |
| ----- | ------------- | --------------- | ---------------- | ----------------- | - |
| 1     | ARG Argentina | 1               | 1                |                   | 2 |
| 2     | BRA Brasil    | 1               |                  | 1                 | 2 |
| 3     | CHI Chile     |                 | 1                |                   | 1 |
| 4     | CUB Cuba      |                 |                  | 1                 | 1 |
| TOTAL | TOTAL         | 2               | 2                | 2                 | 6 |